# Nothin' to Lose
„Nothin' to Lose“ je píseň americké rockové skupiny Kiss vydaná na debutovém albu nazvaném Kiss. Píseň napsal baskytarista Gene Simmons. Je to první singl, který skupina kdy vydala. I když se neumístil v žebříčku prodejnosti, skupina ji v 70. letech hrála na koncertech.

## Další výskyt
„Nothin' to Lose“ se objevila na následujících albech Kiss:
- Kiss - originální studiová verze
- Alive! - koncertní verze
- The Originals - studiová verze
- Kiss Unplugged - koncertní unplugged verze
- The Box Set - studiová verze a unplugged verze
- Gold - studiová verze
- Kiss Chronicles: 3 Classic Albums - studiová verze
- Kiss Alive! 1975–2000 - Alive! verze

## Sestava
- Paul Stanley – zpěv, rytmická kytara
- Gene Simmons – zpěv, basová kytara
- Ace Frehley – sólová kytara, basová kytara
- Peter Criss – zpěv, bicí, perkuse